# Parti africain écologiste du Sénégal
Le Parti africain écologiste du Sénégal (PAES) est un parti politique sénégalais, dirigé par Aboubacry Dia, professeur.
Son siège se trouve à Thiès.

## Histoire
Il a été officiellement créé le 2 décembre 1992.

## Orientation
Ce parti d'opposition s'est d'abord investi dans la lutte contre la désertification, avant de se recentrer sur un travail de terrain, tout en recherchant l'articulation de l'écologie avec les fondements de la société sénégalaise, en particulier l'islam.
Le PAES vise explicitement la conquête du pouvoir, afin de permettre « au-delà des objectifs spécifiques de reboisement de toutes les régions, de préservation de l’environnement, de la gestion rationnelle des ressources naturelles et de pallier le manque d’eau potable, d’atteindre l’autosuffisance alimentaire, le plein emploi et la justice, dans un État impartial au sein duquel l’attachement aux valeurs religieuses est senti, malgré tout, comme une nécessité ».

## Symboles
Ses couleurs sont le vert foncé et le vert clair.  
Son emblème est un drapeau figurant une forêt sur une terre sénégalaise légèrement